# HD 160342
HD 160342 è una stella gigante rossa di magnitudine 6,35 situata nella costellazione dell'Altare. Dista 1482 anni luce dal sistema solare.

## Osservazione
Si tratta di una stella situata nell'emisfero celeste australe. La sua posizione è fortemente australe e ciò comporta che la stella sia osservabile prevalentemente dall'emisfero sud, dove si presenta circumpolare anche da gran parte delle regioni temperate; dall'emisfero nord la sua visibilità è invece limitata alle regioni temperate inferiori e alla fascia tropicale. Essendo di magnitudine pari a 6,4, non è osservabile ad occhio nudo; per poterla scorgere è sufficiente comunque anche un binocolo di piccole dimensioni, a patto di avere a disposizione un cielo buio.
Il periodo migliore per la sua osservazione nel cielo serale ricade nei mesi compresi fra maggio e settembre; nell'emisfero sud è visibile anche per gran parte della primavera, grazie alla declinazione boreale della stella, mentre nell'emisfero sud può essere osservata limitatamente durante i mesi estivi boreali.

## Caratteristiche
Gigante rossa in avanzato stadio evolutivo, ha bassa temperatura superficiale e un raggio di circa 143 R⊙. Come molte stelle di questo tipo, è una variabile a lungo periodo, per la precisione una variabile irregolare lenta, con la magnitudine che fluttua tra 6,23 e 6,46.